# تپه بلمکوند
تپه بلمکوند مربوط به عصر مس و سنگ قدیم، میانی و جدید است و در شهرستان ملایر، بخش جوکار، شهر جوکار، شهرجوکار واقع شده و این اثر در تاریخ ۷ اسفند ۱۳۸۶ با شمارهٔ ثبت ۲۱۶۲۵ به‌عنوان یکی از آثار ملی ایران به ثبت رسیده است.